# Marcin Giersz
Marcin Giersz, także Gerss (ur. 23 października 1808 w Kowalkach, zm. 25 marca 1895 w Lecu) – mazurski nauczyciel, pisarz i wydawca. Działacz luterański.

## Życiorys
Pochodził z rodziny chłopskiej. Po ukończeniu seminarium nauczycielskiego w Karalene koło Wystruci był nauczycielem w Mikołajkach, Szestnie i Sterławkach Wielkich. Działał na rzecz kultury mazurskiej. Uważany był za germanizatora, m.in. występował przeciw ks. Gustawowi Gizewiuszowi (zwolennikowi utrzymania języka polskiego przez Mazurów pruskich), ale zwłaszcza po 1850 roku wybitnie przyczynił się do utrwalenia języka polskiego właśnie na Mazurach. Giersz uważał się za Mazura pruskiego – nie Polaka i nie Niemca. W swoich publikacjach gloryfikował dynastię Hohenzollernów, zaznaczając odrębność językową między Mazurami a Niemcami. Był miłośnikiem polszczyzny i literatury polskiej, publikował utwory Kochanowskiego, Reja, Krasickiego, Karpińskiego, Mickiewicza, Góreckiego. Pisał artykuły i utwory poetyckie o Kościuszce, Sobieskim i inni. Z Gierszem polemizowali Polacy z Wielkopolski, zarzucając mu lojalistyczną postawę wobec państwa pruskiego i potępiany przez Niemców za zdradę. Korespondował z Wojciechem Kętrzyńskim, który badał i rozumiał specyfikę ludności mazurskiej. Współpracował z nim m.in. ks. prof. Herman Pełka. Wydawana przez Giersza w języku polskim „Gazeta Lecka”, „Kalendarz Królewsko-Pruski i Ewangelicki” i śpiewniki oddziaływały na Mazurów, jak i zachęcały do uprawiania własnej twórczości. Jest nazywany „ojcem ludowej literatury mazurskiej”.

## Przekonania polityczne

### Przed 1880
Według Giersza Mazurzy byli Prusakami, z tego powodu, iż od kilku wieków pozostawali w państwie pruskim. W pierwszej fazie jego życia pruskie poczucie państwowe przekształcało się u niego niemalże w pruskie poczucie narodowe. Używał w tym kontekście pojęć "lud pruski", czy "naród pruski". Wskazywał, że naród ten tworzą Mazurzy i Niemcy, natomiast nie zaliczał do niego Polaków, tak z terenu Mazur, jak i z Poznańskiego, mimo że pozostawali oni obywatelami państwa pruskiego. W swoich wydawnictwach z tego czasu kładł duży nacisk na propagowanie kultury niemieckiej, w tym publikowanie opowiadań i wierszy niemieckojęzycznych we własnych tłumaczeniach. Po zjednoczeniu Niemiec traktował Mazury jednoznacznie jako część Cesarstwa, a także jako część niemieckiego kręgu państwowego. Na łamach wydawnictw żywo komentował wydarzenia polityczne w duchu interesów pruskich i niemieckich. 
Mazurzy polscy w Prusiech, oprócz mowy, są w uczuciach, zdaniach, zwyczajach i obyczajach Niemcami, zwłaszcza ewangelikami, mając urzędników, mają i uczucia niemieckie. Językiem polskim mówią tylko starzy w domu. Wszędzie idzie postęp niemieckości. [...] U Mazurów nie tli żadna iskierka dla matki Polski. Mazurzy od początku są Prusakami, nigdy nie byli pod rządami Polaków.
Według wykładni Giersza Mazurzy sami nie uważali się za Polaków z tego powodu, że nie należeli do państwa polskiego. Odczuwać mieli wspólnotę państwową z innymi częściami II Rzeszy. 

### Po 1880
W latach 80. XIX wieku Giersz nieco zmienił kurs i zaczął publikować poglądy pozostające częściowo w sprzeczności ze swoimi wcześniejszymi wystąpieniami. Drukował większą ilość utworów pisarzy polskich wraz z przychylnymi komentarzami. Byli to m.in. Józef Ignacy Kraszewski, Zygmunt Krasiński i rzadziej, Adam Mickiewicz, czy Franciszek Karpiński. Cenił sobie Jana III Sobieskiego, ks. Józefa Poniatowskiego i Tadeusza Kościuszkę. Ewoluowały w tym czasie jego poglądy polityczne, m.in. na zagadnienie niepodległości Polski. Jakkolwiek nie potępiał Prus za I rozbiór, to uważał, że ich udział w II i III rozbiorze był nieprawny. Ostro krytykował rosyjską politykę rozbiorową i porozbiorową. Mimo tego popadł w konflikt z niemieckim czasopismem Germania, które publikowało artykuły poświęcone możliwościom odbudowy Polski. Nie tylko przeciwstawiał się takim pomysłom, ale oskarżył redakcję o zdradę stanu. Był jednak niekonsekwentny. Pozytywnie zareagował na pogłoski o możliwej koronacji cesarza austriackiego na króla Polski. Również na plany utworzenia polskiego państwa buforowego stwierdził: Daj Boże, żeby do tego przyszło. Tedy by cały świat zaśpiewał Hosanna. W jego wypowiedziach zaczęły pojawiać się tonu przeciwstawne do swoich dawnych publikacji. W 1882 napisał: 
Gdyby ktoś dopiero do takich Mazurów mówił: Wyście Niemcami, bo niemieckie imiona macie, tedy takiego człeka dziwakiem przezwali. 
Jego późniejsze poglądy zakładały, że mieszkańcy Prus wyznania ewangelickiego to Prusacy albo Staroprusacy, wierni poddani króla pruskiego, mimo że ich językiem ojczystym jest polski. Ta właśnie mowa łączy ich z Polakami, którymi nie są, ale są braćmi Polaków. Oddziela ich od polskości historia, wyznanie i współczesna państwowość. Wydawany przez niego po polsku kalendarz nosił tytuł Kalendarz Królewsko-Pruski Ewangelicki. Był on świadectwem etnicznej polskości Mazurów.

## Wydawca i redaktor
- „Gazeta Lecka” – tygodnik w latach 1875–1890 (nakład ok. 300 egzemplarzy) i dwutygodnik w 1892.
- „Kalendarz Królewsko-Pruski Ewangelicki” w latach 1860–1895 (nakład 10-12 tys. egzemplarzy).
- zbiór rękopisów: „Ankieta Marcina Giersza w sprawie nazw miejscowych w Prusiech Wschodnich”